# Перишич, Бранко
Бранко «Баджа» Перишич (сербохорв. Бранко Перишић Баџа / Branko Perišić Badža; 11 августа 1923, Шибеник — 19 сентября 1943, Ястребац) — югославский рабочий и партизан времён Народно-освободительной войны Югославии, Народный герой Югославии.

## Биография
Родился 11 августа 1923 года в Шибенике в бедной крестьянской семье. Рано потерял родителей и был отправлен в Детский дом для сирот в Шибенике. Запомнился как чуткий и мирный ребёнок. Окончил начальную школу в 1935 году, далее учился в школе «Обиличево» с военным уклоном в Крушеваце, с 1939 года работал на заводе «Обиличево». 14 апреля 1941 после вступления в Крушевац частей 60-й моторизованной дивизии примкнул к гражданскому сопротивлению, с 22 июля в партизанском движении как боец Расинского партизанского отряда (скрывался на горе Дебела-Глава). Дружа с коммунистически настроенной молодёжью, Бранко довольно рано примкнул к рабочему и молодёжному революционному движению. Свою храбрость он проявлял при выполнении различных заданий и акций, за что был принят в 1940 году в Компартию Югославии.
В составе Расинского отряда изначально находились две роты: Расинская и Трстеницкая, в составе которой были и юные члены СКМЮ. Их акции заключались в разрушении мостов, железных дорог, захватов зданий администрации, станций жандармерии и ликвидации сторонников коллаборационистского режима. Вместе с равногорскими четниками 23 сентября 1941 партизаны атаковали Крушевац, где находились части 737-го и 749-го пехотных полков 717-й пехотной дивизии вермахта. Бранко в том сражении бросил несколько гранат в сторону двух грузовиков с немецкими солдатами. Объединённые силы четников и партизан через три дня отступили, поскольку к осаждённым прибыло подкрепление от четников Косты Печанаца и отбросило объединённые силы.
После этого полиция недичевского режима начала массовые аресты всех жителей Крагуеваца, поддержавших восстание. 13 октября 1941 на Расинский партизанский отряд напали четники, что стало одним из свидетельств раскола сил Сопротивления. Разбитые части Расинского отряда ушли к партизанским частям из Топлицы, а в середине марта 1942 года ушли сначала в Ябланицкий, а затем и Копаоникский партизанский отряд. В январе 1943 года Бранко провёл очередную диверсию в Крушеваце, уничтожив группу гестаповцев и скрывшись. В середине 1943 года на Копаонике возобновились бои партизан против четников, недичевцев и болгар. 19 сентября 1943 в одном из таких боёв Бранко был убит: это случилось на Ястребаце в районе Црна-Чука.
5 июля 1951 года Бранко Перишичу посмертно присвоено звание Народного героя Югославии.